# Континентальные канадские леса
Континента́льные кана́дские леса́ (англ. Mid-Continental Canadian forests) — экологический регион тайги на севере Канады.

Континентальные канадские леса на карте Северной Америки

## Окружение
Этот экорегион простирается от юга Большого Невольничьего озера в Северо-Западных территориях через северо-восточную Альберту, центральный Саскачеван и частично запад Центральной Манитобы и состоит из трёх основных зон: бассейна реки Невольничьей на северо-востоке Альберты, низин на равнине Северной Манитобы и нагорий южнее Канадского щита от севера Центральной Альберты до юго-запада Манитобы. Это смешанная область низин и гор высотой до 800 м, включая заболоченные территории, торфяные болота, горные озёра и пруды. Экоклимат субгумидный северный с коротким летом (средняя температура 14 °C) и длинной, холодной зимой (в среднем −15 °C), а в низинах встречаются очаги вечной мерзлоты.